# Simón Bolívar (Paraguay)
Simón Bolívar è un centro abitato del Paraguay, situato nel dipartimento di Caaguazú a 120 km dalla capitale del paese, Asunción. Forma uno dei 21 distretti del dipartimento.

## Popolazione
Al censimento del 2002 la località contava una popolazione urbana di 746 abitanti (4.938 nell'intero distretto).

## Caratteristiche
Elevata a municipio nel 1991, Simón Bolívar prende il proprio nome dal celebre libertador venezuelano; in origine veniva chiamata Colonia Appleyard. Le principali attività economiche del luogo sono l'agricoltura e l'allevamento; sono presenti anche diverse segherie.